# Oryzaephilus acuminatus
Oryzaephilus acuminatus es una especie de coleóptero de la familia Silvanidae.

## Distribución geográfica
Habita en la India y en Sri Lanka.